# Flávia Fernandes (triatleta)
Flávia Alvarenga Fernandes (Goiânia, 13 de fevereiro de 1981) é uma triatleta e jogadora de polo aquático brasileira.

## Biografia
Antes de se dedicar ao triatlo, jogou polo aquático por 15 anos, na seleção brasileira e pelo Esporte Clube Pinheiros.
Conquistou medalha de bronze no polo aquático nos Jogos Pan-Americanos de 2003, em Santo Domingo.  A primeira vitória no triatlo como profissional aconteceu no final de 2009.
Integrou a equipe nacional que disputou os Jogos Pan-Americanos de 2011 em Guadalajara, no México.
Em 2015 retornou à seleção brasileira de polo aquático.

## Principais títulos
- Campeã brasileira de triatlhon (2013)
- Campeã do Circuito do Troféu Brasil (2012)
- Campeã dos Sesc Brasília, Belém e Fortaleza (2012)
- Campeã do GP Dhama, Summer e Winter (2012)